# Neggio

Neggio. Historisches Luftbild von Werner Friedli (1950)

Neggio ist eine politische Gemeinde in der Region Malcantone im Kreis Magliasina im Bezirk Lugano des Kantons Tessin in der Schweiz.

## Geographie
Die Gemeinde liegt auf einer Höhe von 389 m ü. M. am Steilhügel über Magliaso zwischen Lugano und Ponte Tresa. Von Neggio aus hat man eine gute Aussicht auf den Luganersee.
Die Nachbargemeinden sind im Norden Lema und Vernate, im Osten Agno, im Süden Magliaso und im Westen Pura.

## Geschichte
Eine erste Erwähnung findet das Dorf im Jahre 807 unter dem damaligen Namen Nego. Man fand dort Gräber aus der Römerzeit, drei davon 1906. Die Gemeinde hatte in der 1. Hälfte des 15. Jahrhunderts dem Herzog von Mailand fünf Soldaten zu stellen. Kirchlich gehörte Neggio zuerst zu
Agno; die frühere Kaplanei (erwähnt 1507) wurde 1611 zur Kirchgemeinde. Die Pfarrkirche wurde gegen 1620 an der Stelle einer früheren Kapelle gebaut und 1754–1758 vergrössert. Eine Kapelle Sankt Giorgio, erwähnt 1352, wurde gegen Ende des 17. Jahrhunderts aufgegeben; es bestehen keine Spuren mehr von ihr. Das Kirchlein Sankt Giorgio auf dem gleichnamigen Hügel wurde gegen 1650 gebaut.
Seit 1938 gibt es eine kleine Gemeinschaft von Dominikanerinnen, die im Januar 1944 die Tochter von Benito Mussolini, Edda Ciano, und ihre Kinder aufnahmen.
Neggio bildet nach wie vor eine eigenständige Bürgergemeinde.

## Bevölkerung
Einwohnerzahlen: Volkszählungsdaten

## Sehenswürdigkeiten

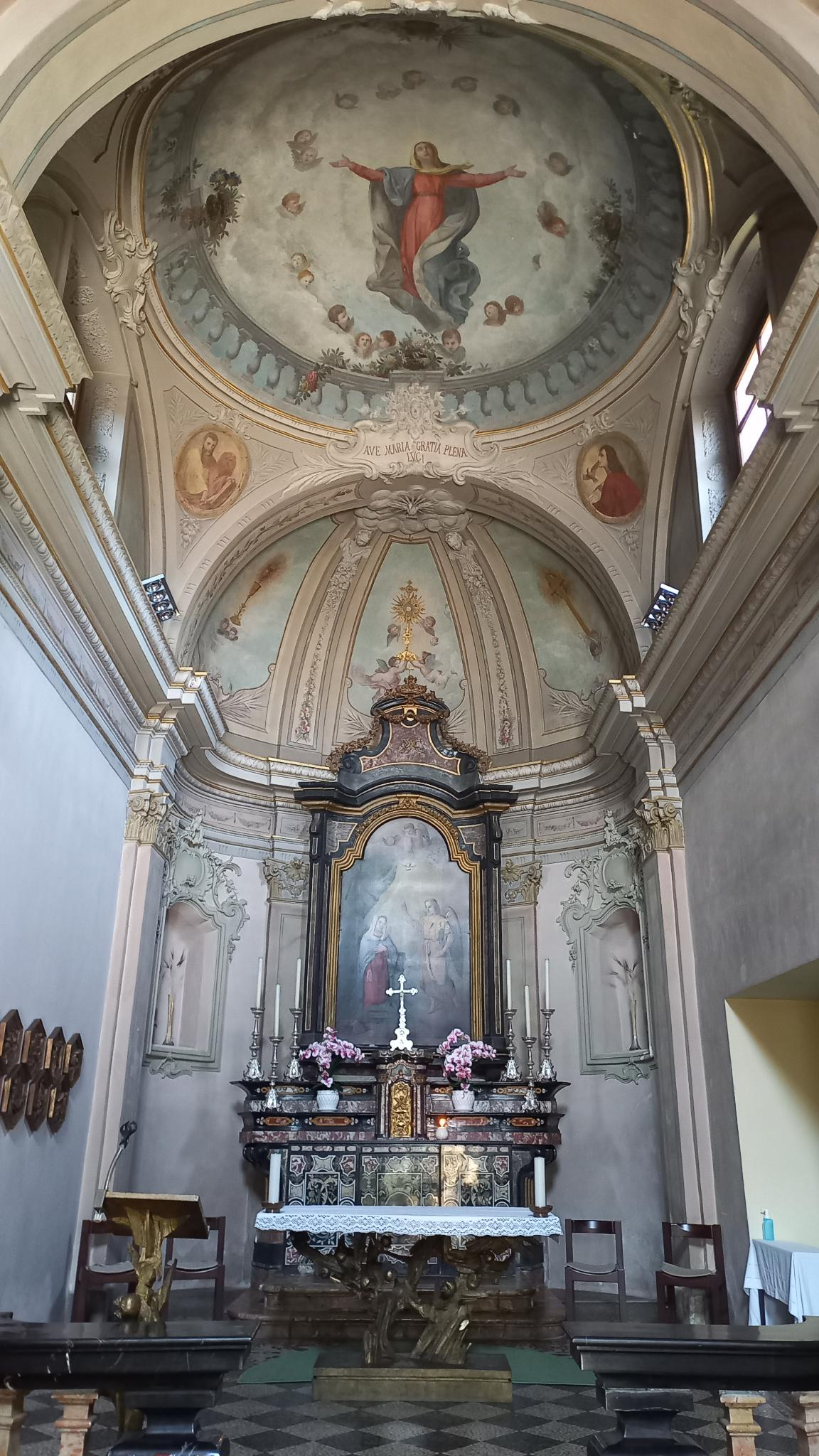
Pfarrkirche Santa Maria Annunziata, Altar

- Pfarrkirche Santa Maria Annunziata (14. Jahrhundert), renoviert 1620 und 1754/1758[11]
- Pfarrhaus[11]
- Kirchlein San Giorgio (1352), renoviert 1650, Innenraum: Gemälde Sankt Georg bekämpft den Drachen[11]
- Friedhof (1911), Architekt: Giuseppe Bordonzotti[11]
- Wohnhaus Bolli mit Fresko Madonna mit Kind, San Carlo und San Giorgio[11]
- Grundschule (1904), Architekten: Giuseppe Bordonzotti, Bernardo Ramelli[11]
- Villa Sussiego (Foyer La Fonte) (1905/1908), Architekt: Giuseppe Bordonzotti[11]
- Turnhalle im Park (1977/1980), Architekten: Mario Campi, Franco Pessina, Niki Piazzoli[11]
- Villa Vallombrosa, renoviert 1926, Architekt: Giuseppe Bordonzotti[11]
- zoologischer Garten Zoo al Maglio